# Рудник Джебель-Хаммімат
Рудник Джебель-Хаммімат (Djebel Hammimat) – колишнє гірничодобувне підприємство на півночі Алжиру, що діяло дещо менш ніж за сотню кілометрів на південний захід від Константіни.
Стибієве родовище в Джебель-Хаммімат виявили у 1845 році. У 1862-му почалась його розробка, при цьому є відомості що рудник міг щорічно видавати 3 тисячі тон сенармоніта (мінерал стибію) або 1 тисячу тон стибію. Втім, цей етап розробки тривав лише два роки та припинився на тлі початку в 1864 році чергового повстання місцевих племен.
Роботи відновили у 1877-му, при цьому з 1980-го ними опікувалась Société anonyme des Mines d'Hamimate. На той час Джебель-Хаммімат був одним з двох великих стибієвих рудників у світі (поряд з австралійським Хіллгроув, що почав діяльність в 1887 році). Втім, вже у 1897 році видобуток стибію в Джебель-Хаммімат припинився, оскільки поставки з Алжиру не могли конкурувати з потужним французьким родовищем Майєнн.
Спроби відновити роботи на Джебель-Хаммімат у 1903 та 1904 роках не принесли результатів, а в 1911-му права на родовище отримала Société des Mines de Rarbou et Sakamody, за якою стояв германський капітал. Невдовзі почалась Перша світова війна, що створила особливий попит на стибій, який використовували для надання більшої твердості свинцевим шрапнельним кульках. Вивіз стибію з Алжиру в 1916-му перевищив довоєнний рівень у 28 раз, втім, головну роль при цьому відігравав рудник Хаммам-Н'Бейл, крім того, спішно ввели у дію рудник Айн-Керма. Враховуючи походження власника, Джебель-Хаммімат передали під контроль держави, а в подальшому реквізували у рахунок репарацій.
Після завершення Першої світової війни у стибієвій промисловості відбувся спад, так що в 1919 – 1924 роках Джебель-Хаммімат разом з Хаммам-Н'Бейл випускали лише 2 – 3 тисячі тон продукції.
Світова криза 1929 – 1933 років мала сильний негативний вплив на гірничодобувну промисловість в Алжирі, при цьому в 1932-му права на розробку Джебель-Хаммімат придбала компанія Compagnie des mines de La Lucette, що вела в Алжирі розробку Хаммам-Н'Бейл та Айн-Керма через дочірню структуру Société des Mines d'Aïn-Kerma. В будь-якому випадку, розробка Джебель-Хаммімат припинилась не пізніше середини 20 століття.